# Melanotrichia uparichara
Melanotrichia uparichara är en nattsländeart som beskrevs av Schmid 1982. Melanotrichia uparichara ingår i släktet Melanotrichia och familjen Xiphocentronidae. Inga underarter finns listade i Catalogue of Life.